# Mangrovezwaluw
De mangrovezwaluw (Tachycineta albilinea) is een zangvogel uit de familie Hirundinidae (zwaluwen).

## Verspreiding en leefgebied
Deze soort komt voor in de laaglanden van noordelijk Mexico tot Panama.

## Status
De grootte van de populatie is in 2019 geschat op 0,5-5 miljoen volwassen vogels. Op de Rode lijst van de IUCN heeft deze soort de status niet bedreigd.